# Megalotylidae
Megalotylidae é uma família de milípedes pertencente à ordem Chordeumatida.
Género:
- Megalotyla Golovatch, 1978